# Vincenzo Castaldi
Vincenzo Castaldi (* 16. Mai 1916 in Marradi; † 16. Januar 1970 in Florenz) war ein italienischer Schachspieler.
Castaldi praktizierte nach dem Studium als Zahnarzt in Florenz. Schach betrieb er immer nur als Freizeitvergnügen.

## Erfolge
In den Jahren 1936, 1937, 1947 (geteilt mit Cherubino Staldi, 1948, 1952 geteilt mit Alberto Giustolisi und Federico Norcia), 1953 und 1959 gewann er die italienische Schachmeisterschaft. Bei der Schacholympiade 1937 in Stockholm spielte er am Brett 1 von Italien und besiegte Reshevsky und Tartakower. Auch bei der Schacholympiade 1950 in Dubrovnik spielte Castaldi am Spitzenbrett der italienischen Mannschaft. Er nahm an den FIDE-Zonenturnieren Hilversum 1947 und München 1954 teil. Beim Schachturnier Venedig 1948 belegte er Platz 5 und schlug dabei unter anderem den ehemaligen Weltmeister Euwe. 1953 erreichte er beim gleichen Turnier den 2. Platz. 1950 erhielt er den Titel Internationaler Meister. Seine höchste historische Elo-Zahl war 2555 im Juni 1938.
Castaldi war auch im Fernschach aktiv. In der Fernschachmeisterschaft Italiens belegte er 1947 den 3. Platz, 1956 wurde er italienischer Meister.
Seine Spielweise wird als angriffslustig und ideenreich beschrieben.